# توتلینگن
شهر توتلینگن (به آلمانی: Tuttlingen) در ایالت بادن-وورتمبرگ در کشور آلمان واقع شده‌است.